# Hikkaduwa

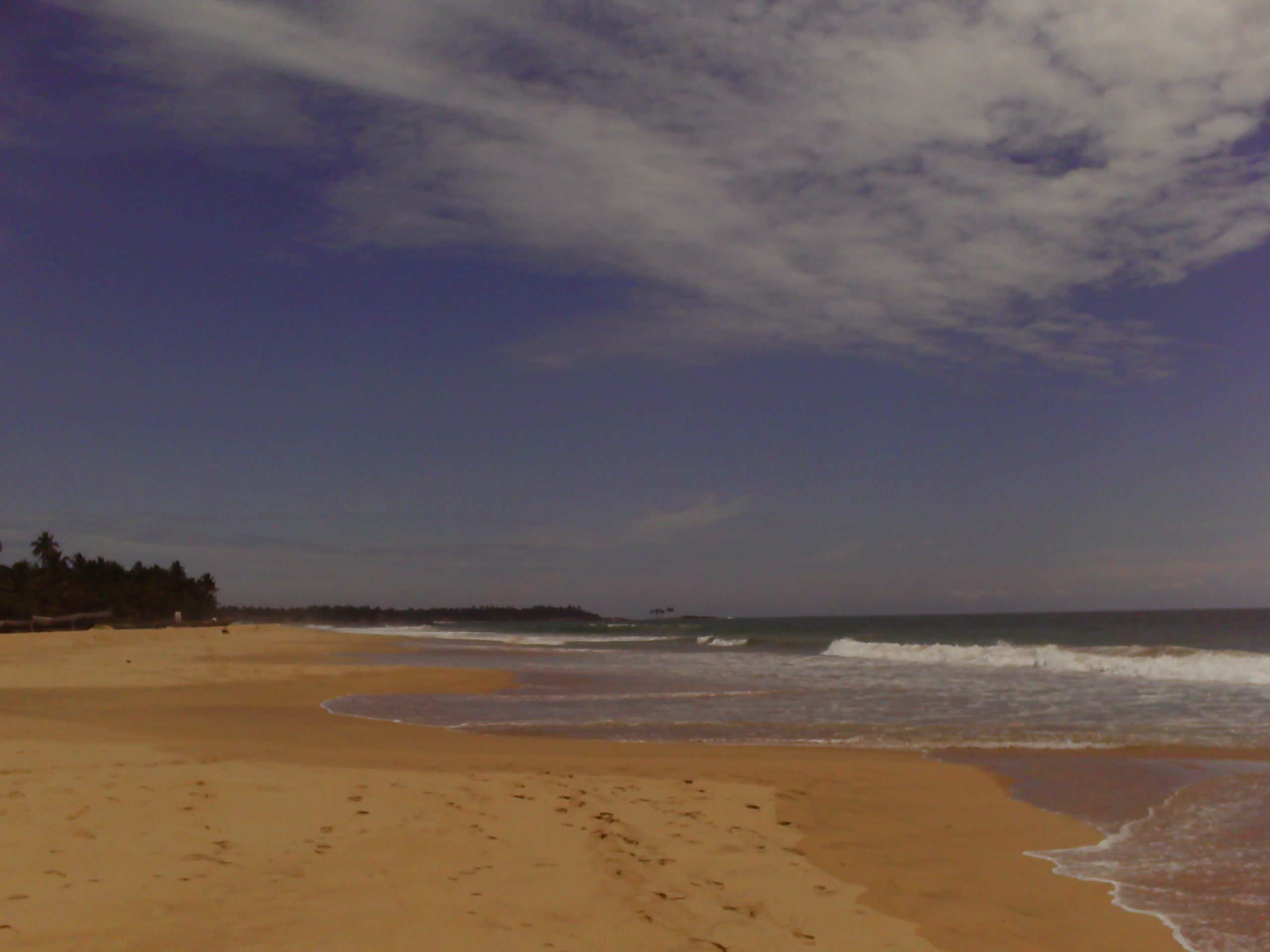
Hikkaduwa

Hikkaduwa är en stad i Southern Province på Sri Lankas sydkust. Den ligger ca 20 kilometer nordväst om Galle. Hikkaduwa drabbades hårt efter tsunamin 2004. Staden har en befolkning på 101 342 invånare.